# Herbisried
Das Dorf Herbisried ist ein Gemeindeteil des Kneippheilbades Bad Grönenbach im Landkreis Unterallgäu in Bayern. Es ist eines von sechs Dörfern des Marktes Bad Grönenbach und grenzt im Süden an den Landkreis Oberallgäu.

## Geografie

### Topographie

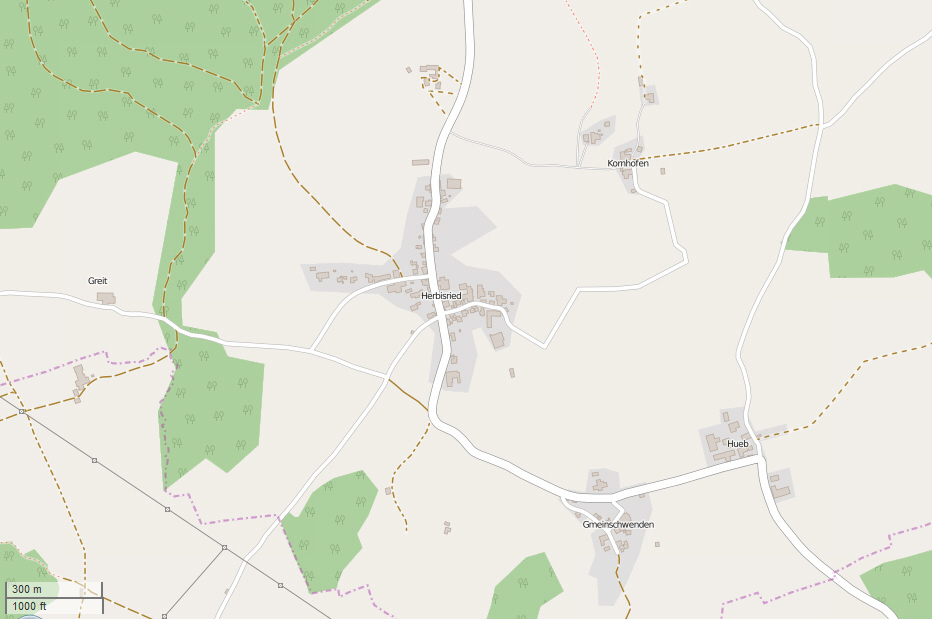
Lage von Herbisried, südlich von Bad Grönenbach

Herbisried liegt in Oberschwaben in der Donau-Iller-Region, etwa drei Kilometer südlich von Bad Grönenbach, auf einer Höhe von 769 m ü. NN. An Herbisried grenzen im Uhrzeigersinn, im Norden beginnend, der Markt Bad Grönenbach, die Weiler Kornhofen, Hueb, Gmeinschwenden, Sommersberg und Greit. Mit Ausnahme des im Landkreis Oberallgäu liegenden Weilers Sommersberg befinden sich alle anderen Orte im Landkreis Unterallgäu.

### Geologie
Der Untergrund des Dorfes ist strukturgeologisch diagonal von Südwesten nach Nordosten zweigeteilt. Schotter der Rißeiszeit des Pleistozäns gibt es im nordwestlichen Bereich, eine Jungmoräne der Würmeiszeit mit Endmoränenzügen bildet den Untergrund im südöstlichen Bereich. Sie besteht aus einem Konglomerat aus Sanden und Tonen mit eingelagerten Kiesen.

### Geotope
An der Straße von Herbisried in Richtung Sommersberg befindet sich ungefähr auf halbem Weg links an einem kleinen Wäldchen ein Toteisloch. Das mit der Nummer 778R002 eingetragene Geotop weist eine Länge von 50 Metern und eine Breite von 20 Metern auf. Die Höhe beträgt rund 2 Meter. Entstanden ist das Toteisloch auf natürliche Weise durch Eiszerfall am Gletscherrand in der Würmeiszeit.

## Bevölkerung
Gemäß der Einwohnerstatistik Bad Grönenbachs lebten im Jahr 2014 insgesamt 167 Personen in Herbisried. Die Einwohnerentwicklung ist dabei in den letzten Jahren konstant bzw. steigt leicht an.

## Geschichte
Herbisried wird im Urbar der Herrschaft Grönenbach/Rothenstein 1512 erwähnt. Zu diesem Zeitpunkt gehörten acht Höfe zur Herrschaft von Pappenheim. Durch die Einführung der Reformation in Grönenbach wurde auch Herbisried konfessionell in Katholiken, Protestanten und Reformierte geteilt. Der Pest fielen 1628 mehrere Personen zum Opfer.

## Kultur

### Baudenkmäler

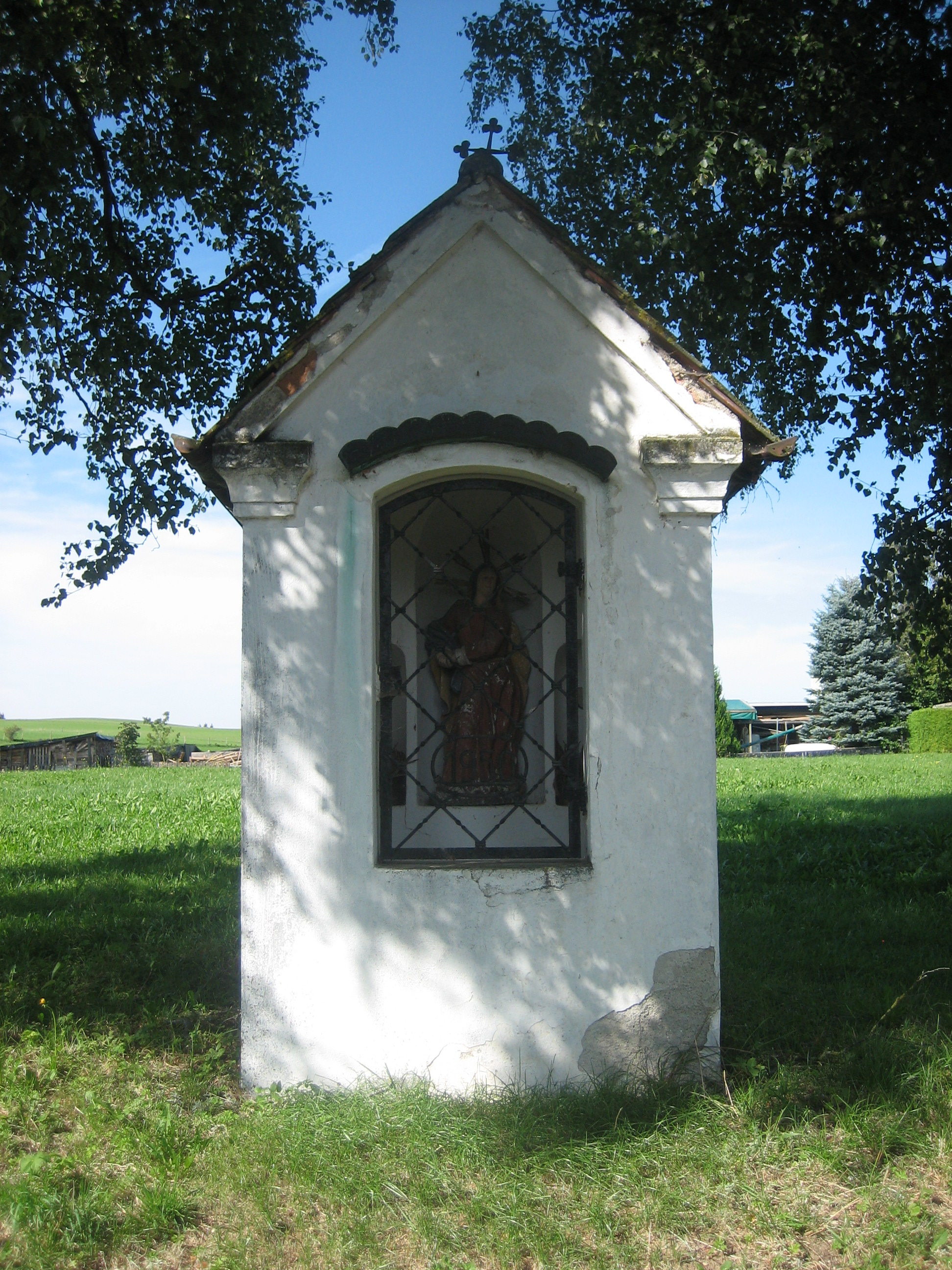
Bildstock in Herbisried

Aus dem 18. Jahrhundert stammt der denkmalgeschützte zweigeschossige Fachwerkbau mit der Adresse Herbisried 20. Das Bauernhaus trägt ein flaches Satteldach. Von 1950 stammt der Bildstock an der westlichen Abzweigung in der Mitte des Ortes.

### Vereine
Die Freiwillige Feuerwehr in Herbisried wurde mit 18 Mitgliedern im Jahr 1894 gegründet. Erster Kommandant des Vereins war Johann Abel. Die Kameraden der Freiwilligen Feuerwehren der Weiler Gmeinschwenden und Hueb schlossen sich 1912 dem Verein in Herbisried an.

## Verkehr
Durch Herbisried führt von Norden, von Bad Grönenbach kommend, nach Süden die Kreisstraße MN 24. Im weiteren Verlauf durchquert diese die Weiler Gmeinschwenden und Hueb, bevor sie dann in den Landkreis Oberallgäu mündet und dort als Kreisstraße OA 21 weiterläuft.